# Zelder
Zelder is een buurtschap in de Nederlands-Limburgse gemeente Gennep, behorend bij het dorp Ven-Zelderheide. De naam is waarschijnlijk afgeleid van sellar, een open plek in het bos door rooien, in een rivierbocht, namelijk die van de rivier Niers. De buurtschap bestaat uit enkele oude boerderijen, gezinswoningen en een kapel.
In 1990 is op Zelder tijdens de bouw van een loods een Merovingisch grafveld uit de zesde of zevende eeuw na Christus ontdekt. Verspreid over twee opgravingen in 1990 en 1997 zijn in totaal 131 graven ontdekt waaronder 2 paardengraven. Bij Zelder ligt het natuurgebied, de Zeldersche Driessen dat eigendom is van Staatsbosbeheer.
Sinds 1948 is een groot gewasveredelingsbedrijf in Zelder gevestigd.

## Bezienswaardigheid
- Kapel Zelder